# Маслак
Маслак (на турски: Maslak) е един от основните бизнес квартали на район Саръйер в Истанбул, разположен е в европейската част на града. Преди това е бил ексклав на район Шишли, но е далеч на север и всъщност е по-близо до районите Саръйер и Бешикташ. Поради това на 18 октомври 2012 г. Вътрешната комисия на турския парламент одобрява закон, който прехвърля юрисдикцията на квартал Маслак от Шишли към Саръйер.

## История
Маслак е село в Бейоулу до 1930 г. и в Саръйер между 1930 и 1954 г. в републиканския период. Той е свързан с квартал Шишли през 1954 г. Селото, което първо се превръща в квартал, а след това и в индустриализиран квартал, е свързано със Саръйер заедно с районите Хузур и Аязаа с указ на съюза на общините през 2012 г. Това е един от водещите квартали на Истанбул. В квартала има много високи и многоетажни сгради. Това е един от бързо модернизиращите се квартали на Турция.
Докато до преди 25 години Маслак е място, състоящо се от бензиностанция и няколко сгради, днес това е едно от важните места на Истанбул и Турция със своите модерни небостъргачи, интензивен трафик и силен вятър, където се намират централите на много международни компании. Населението в Маслак се увеличава значително между работното време, а постоянното население е малко. Например, Меджидиекьой е подобен квартал на Маслак, но има по-голямо постоянно население. Основният кампус на Истанбулския технически университет и военните академии се намират в Маслак.
Днес най-високата сграда в Маслак е 47-етажната, 202-метрова Spine Tower. Diamond of Istanbul, чието строителство е спряно в момента, обаче ще достигне височина от 280 м с 53 етажа. Когато бъде завършен, той ще се превърне в един от най-високите небостъргачи в Истанбул, Турция и региона.

## Описание
В квартала се помещават главният кампус на Истанбулския технически университет и Военните академии, както и небостъргачи и бизнес центрове. Докато Маслак в началото на историята си е малко село, от 90-те години на миналия век изживява бързо икономическо развитие.
Маслак е в пряка конкуренция с близкия бизнес квартал Левент за нови проекти за небостъргачи. В момента най-високият завършен небостъргач в Маслак е 47-етажната Spine Tower, която достига височина от 202 метра; докато един от най-високите небостъргачи в момента се строи в Маслак. Diamond of Istanbul ще се състои от три централно свързани кули, най-високата от които ще има 53 надземни етажа и ще достига структурна височина от 270 метра. По този начин надминава най-високия завършен небостъргач в квартал Левент, 54-етажният, 261 метра висок Istanbul Sapphire. Diamond of Istanbul ще бъде и първият стоманен небостъргач в Турция, където за разлика от ситуацията в Съединените щати) строежа със стомана струва повече от строителството с бетон. Причината за избора на стомана е нейната относителна здравина при устойчивост на земетресения (Истанбул се намира по протежение на активен разлом), докато бетонът е по-пожароустойчив.
Станциите İTÜ-Ayazağa и Atatürk Oto Sanayi от линията M2 на метрото в Истанбул обслужват бизнес района Маслак и околните квартали.

## Кампус в Маслак
Един от петте кампуса на Истанбулския технически университет, Ayazağa Campus, се намира в Маслак.
- Павилион „Маслак“
- Път в Маслак, 1932 г.
- Културен център „Сюлейман Демирел“, част от Техническия университет
- Езерото на Ayazağa Campus на Техническия университет
- Стадиона в Ayazağa Campus, част от Техническия университет